# Erica Russell
Erica Russell (* 1951 in Neuseeland) ist eine neuseeländische Animatorin und Regisseurin.

## Leben
Russells Eltern zogen mit ihr 1953 nach Südafrika, wo Russell in Johannesburg aufwuchs. Sie zog 1971 nach London und brachte sich ihre Kenntnisse im Bereich Animation autodidaktisch bei: Sie war als Assistentin von Art Babbitt, Rocky Morton und Annabel Jankel tätig und arbeitete für Gerald Scarfe und Paul Vester. In den 1980er-Jahren gründete sie ihr eigenes Studio Eyeworks und 1992 die Produktionsfirma Gingco, die sie mit ihrem Partner Adam Parker-Rhodes betreibt.
Ihr Filmdebüt wurde 1988 der Kurzanimationsfilm Feet of Song, der erste Teil einer Tanz-Trilogie im Auftrag von Channel Four. Feet of Song beschäftigte sich mit dem Einfluss afrikanischer Tänze auf die Künste in aller Welt. Der zweite Teil der Trilogie, Triangle, zeigte Tanzszenen in Mischung mit geometrischen Figuren und wurde 1995 für einen Oscar nominiert. Teil drei, Soma, vermischt Graffitikunst mit Tanzanimation. Alle Filme zeigen den Einfluss der afrikanischen Kunst und Kultur auf Russells Wirken.
Russell ist auch als Werbezeichnerin aktiv und schuf Werbespots unter anderem für Virgin Megastore. Ihr Sensual-Spot für Levi’s Jeans for Women wurde mit einem Clio Award ausgezeichnet. Zudem war sie für das Artwork verschiedener Alben und Singles zuständig, darunter die Single Club At The End Of The Street von Elton John, und animierte Musikvideos, darunter Dear Jessie von Madonna.

## Filmografie
- 1988: Feet of Song
- 1994: Triangle
- 2001: Soma

## Auszeichnungen
- 1995: Oscarnominierung, Bester animierter Kurzfilm, für Triangle